# Berlaymontbyggnaden
Berlaymontbyggnaden, eller enbart Berlaymont, är säte åt den Europeiska kommissionen och är belägen vid Schumanplatsen i östra delarna av Bryssel, Belgien.
Byggnaden ligger på Rue de la Loi i ett område som kallas ”europeiska kvarteret”. Där återfinns också en rad andra byggnader som används av Europeiska unionens institutioner, organ och byråer. På andra sidan gatan ligger Justus Lipsius-byggnaden, där rådet har sitt säte.
Kommissionens tjänstemän i Bryssel är spridda över cirka 70 byggnader, men Berlaymont utgör huvudbyggnaden. Där har bland annat Europeiska kommissionens ordförande sitt kontor och kommissionärerna sina sammanträden. Totalt arbetar där ungefär 3 000 tjänstemän. Vanligtvis sammanträder kommissionen varje onsdag i Berlaymont, men i extrema fall kan kommissionärerna sammankallas i ett extra möte. När Europaparlamentet sammanträder i Strasbourg, hålls även kommissionens möten i staden.
Berlaymont har formen av ett asymmetriskt kryss, och består av fyra olika stora flyglar. I början av 1990-talet upptäcktes spår av asbest i byggnaden. Efter en sanering och renovering som påbörjades 1991 och avslutades 2004, har byggnaden delvis förändrats, särskilt invändigt. Byggnaden har också anpassats för att uppfylla strikta miljökrav, bland annat för att spara energi. Därutöver har byggnaden också utrustats med en järnfasad med mobila glasskivor, som kan anpassas efter väderförhållandena och minskar trafikbullret.
Den 18 maj 2009 började Berlaymont att brinna, vilket resulterade i att hela byggnaden fick evakueras. Ingen kom dock till skada. Senare konstaterades att branden hade uppstått i byggnadens pressrum. Den 27 maj 2009 tvingades personalen ännu en gång utrymma byggnaden, denna gång på grund av ett falsklarm.

## Historia

### Valet av säte
Frågan om var Höga myndigheten, kommissionens föregångare, skulle ha sitt säte vållade omfattande debatt från första början. Genom Schumanplanen inrättades en tillfällig kommitté för att lösa frågan om var de olika institutionerna skulle ha sina säten, men kommittén misslyckades med att nå en överenskommelse.
Flera olika städer föreslogs, däribland Liège i Belgien, Strasbourg i Frankrike och Turin i Italien. För att nå en överenskommelse, beslutades att Höga myndighetens säte skulle tillfälligt förläggas till Luxemburg. ”Tillfälligt” blev emellertid ”definitivt”, och myndighetens säte förblev i Luxemburg ända fram till Fusionsfördraget på 1960-talet.
Den nybildade ”Europeiska gemenskapernas kommission” fick istället sitt säte i Bryssel. Detta bekräftades på nytt, och fastslogs permanent, genom ett protokoll som fogades till Europeiska unionens fördrag på 1990-talet.

### Byggnation
På den plats där Berlaymontbyggnaden idag står, fanns tidigare ”Dames de Berlaymont”, ett 300 år gammalt konvent som drev en flickskola.
Belgiska staten försåg konventet med nya lokaler i Waterloo, och kunde ta över tomten i november 1963, varefter byggnadsarbeten startade.
De första tjänstemännen kunde flytta in i maj 1967, men först i september samma år användes byggnaden fullt ut.
Byggandet av Berlaymont var utformat så att varje färdigbyggd flygel kunde börja användas innan hela byggnaden var färdigbyggd. Den norra och östra flygeln blev färdiga först, medan den södra tog betydligt lägre tid att bygga på grund av att flera byggnader var tvungna att rivas, däribland flickskolan.

### Sanering och renovering
1990 upptäcktes asbest i byggnaden, och en sanering och totalrenovering aktualiserades. Kommissionen och dess tjänstemän flyttade ut i slutet av 1991. Efter flera års förseningar orsakade av belgiska staten, påbörjades asbestsaneringen sommaren 1995 och pågick till 1999. Renoveringen påbörjades den 1 juni 1999, och från den 1 juli 2004 kunde kommissionens tjänstemän stegvis flytta tillbaka till byggnaden. Kommissionen Barroso planerade att hålla sitt första sammanträde i byggnaden den 3 november 2004, men på grund av kontroverserna kring vissa av de nominerade kommissionärerna, kunde kommissionen inte tillträda förrän i slutet av månaden.

## Arkitektur

Persienner utanpå Berlaymont.

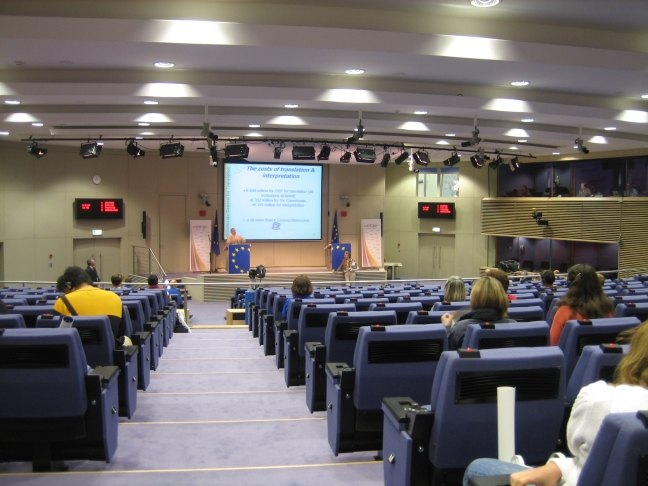
Ett av pressrummen i Berlaymont.

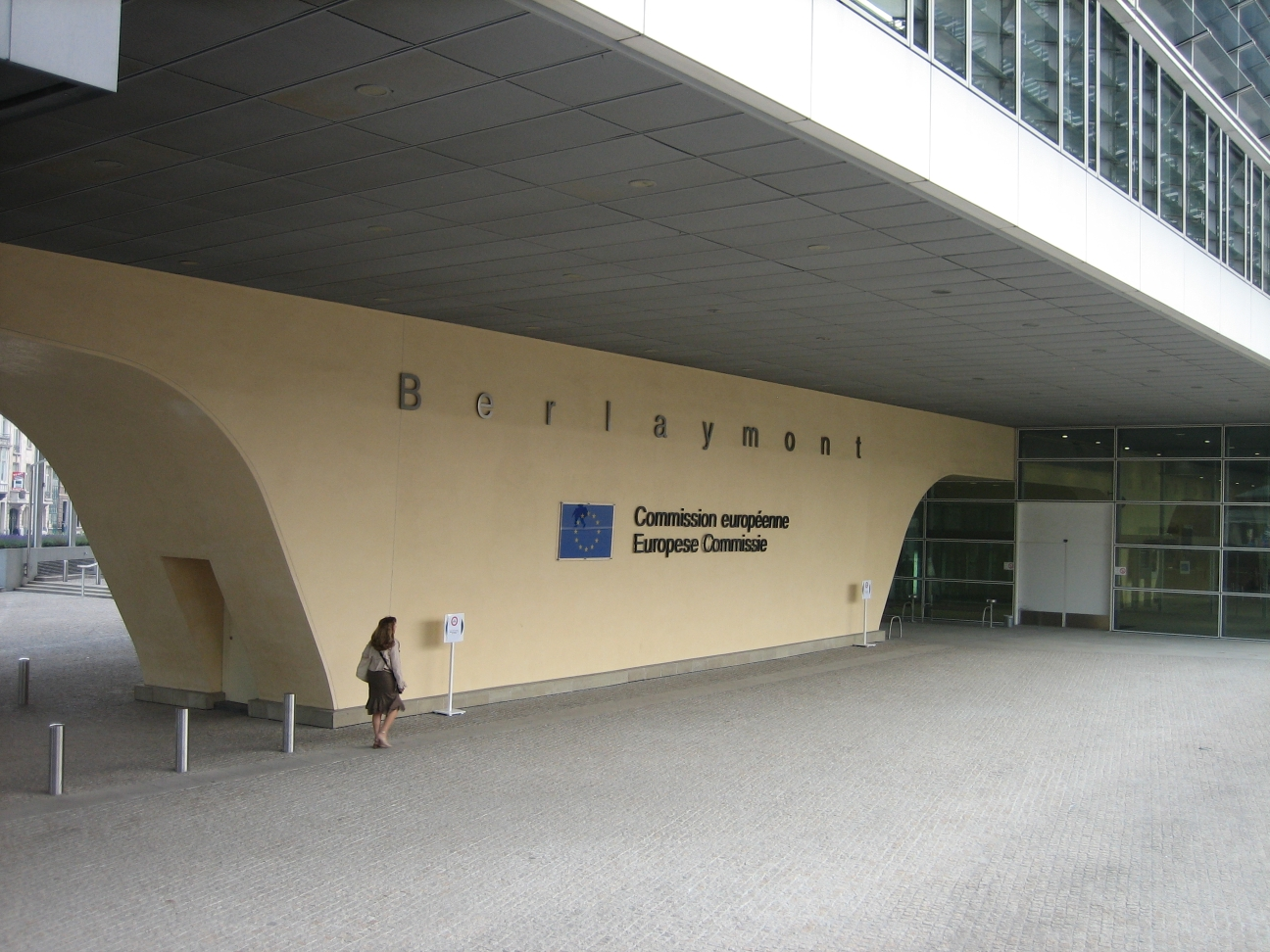
En av byggnadens entréer.

Berlaymont designades, under det tillfälliga namnet ”Centre Administratif Europe”, av arkitekten Lucien de Vestel i samarbete med Jean Gilson (Groupe Alpha), André Polak och Jean Polak, med hjälp av ingenjören Joris Schmidt. Designen var direkt inspirerad av Unescos sekretariatbyggnad i Paris från 1958. Den tekniska designen var banbrytande vid tidpunkten för byggandet.
Byggnaden har en kryssformad design med fyra olika stora flyglar som alla löper ut från byggnadens centrum. Syftet med designen var att förmedla en känsla av ljus och transparens. Vidare inkluderar designen dekorativa detaljer såsom skulpturer och fresker för att förhindra byggnaden från att bli för enformig.
Hela komplexet var ursprungligen anpassat för 3 000 tjänstemän, och 1 600 bilar i ett underjordiskt parkeringshus med fyra våningar under Berlaymont. Byggnaden fick inte vara mer än 55 meter högt, eftersom det annars skulle störa omgivningen. Byggnaden innehöll också sjutton anpassningsbara konferensrum, som kunde användas av Europaparlamentet och rådet. Därutöver fanns det nio mötesrum för kommissionen på våningarna högre upp. De obebyggda områdena utanför Berlaymont omvandlades till parker och torg.
Genom renoveringen, som påbörjades under 1990-talet och avslutades i början av 2000-talet, skedde inga större förändringar av byggnadens struktur. Däremot skedde ett antal förändringar i bland annat interiören. Trafikflödet förbättrades, medan den underjordiska parkeringen minskades med 25 procent och nästintill hela parkeringen ovan mark omvandlades till en gågata som är ansluten till det omgivande stadslandskapet.
Även säkerheten har förbättrats, och belysningen ger ett naturligt ljus till restauranger och multimediacentra. Helikopterplattan på byggnaden ersattes av en kupol som rymmer kommissionens mötesrum, med utsikt över Schumanrondellen. Det renoverade Berlaymont uppfyller också de striktaste miljökraven när det gäller återanvändning av ljus, el och värme i byggnaden.
I samband med renoveringen ersattes också fasaden med en järnkonstruktion med mobila glasskivor, som kan anpassas efter väderförhållandena. På så sätt skyddas kontoren från bländning samtidigt som mycket ljus tillåts passera igenom.
Glasskivorna dämpar också bullret från trafiken runt omkring byggnaden. För att förhindra slöseri med energi, stängs luftkonditioneringen automatiskt av när fönstren öppnas i ett rum. Kontoren, som numera är större än tidigare, kan antingen ställas in på automatisk eller individuell uppvärmning. Uppvärmningen stängs av när ingen är i rummet.
Berlaymont har 240 000 m² golvyta med 18 våningar, som förbinds med 42 hissar och 12 rulltrappor. Kontor för sammanlagt 3 000 tjänstemän och mötesrum finns i byggnaden. Restauranger, en cafeteria för 900 personer, en TV-studio, konferensrum, förvaringsrum, en nordisk bastu samt ett parkeringshus för 1 100 fordon återfinns i källarvåningen.
Arkitekterna Pierre Lallemand, Steven Beckers och Wilfried Van Campenhout stod bakom renoveringens design.

## Användning

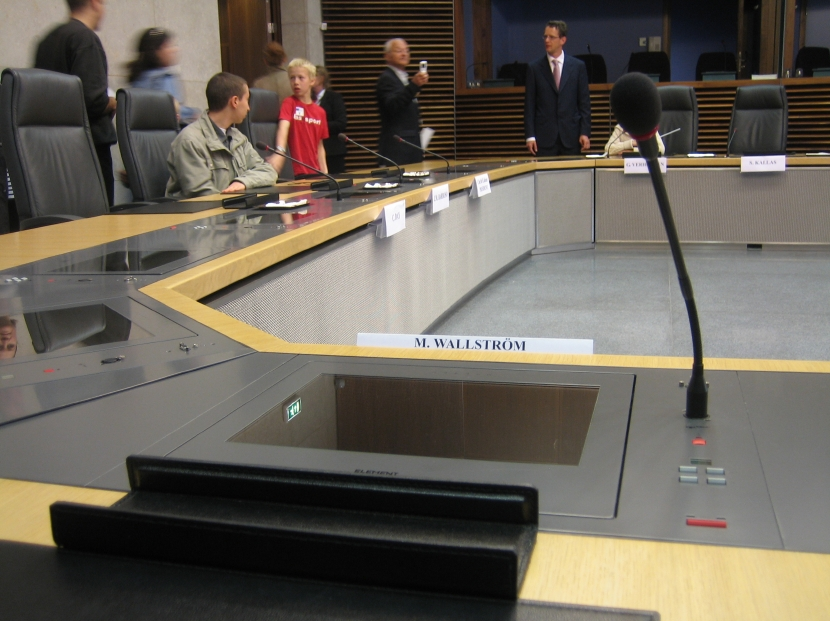
Kommissionens möteslokal.

Berlaymont har varit säte för Europeiska kommissionen sedan byggnaden blev klar, och har blivit en symbol för kommissionen och den europeiska närvaron i Bryssel.
Kommissionens tjänstemän är spridda över ett 70-tal olika byggnader, men Berlaymont är institutionens högkvarter och både Europeiska kommissionens ordförande och de övriga kommissionärerna har sina kontor i byggnaden.
Ett flertal av kommissionens generaldirektorat återfinns också i Berlaymont, främst de med ansvar för administrativa frågor.
Ordförandens kontor och kommissionens sammanträdesrum ligger på trettonde våningen, trots att talet 13 är förknippat med otur. På samma våning finns också restaurangen ”La Convivialité”.